# Opośnik
Opośnik (Lestodelphys) – rodzaj ssaków z podrodziny dydelfów (Didelphinae) w obrębie rodziny dydelfowatych (Didelphidae).

## Zasięg występowania
Rodzaj obejmuje jeden żyjący współcześnie gatunek występujący w Argentynie.

## Morfologia
Długość ciała (bez ogona) 12,3–14,4 cm, długość ogona 7,4–9,9 cm; masa ciała 60–100 g. 

## Systematyka
Jako pierwszy rodzaj zdefiniował w 1921 roku angielski zoolog Oldfield Thomas na łamach The Annals and Magazine of Natural History, jednak nadana przez niego nazwa Notodelphys okazała się młodszym homonimem rodzaju oczlikowca, który opisał w 1847 roku irlandzki przyrodnik George James Allman; nową nazwę dla taksonu opisanego przez Thomasa zaproponował w 1934 roku amerykański zoolog George Henry Hamilton Tate. Jako gatunek typowy Thomas wyznaczył opośnika patagońskiego (L. halli).

### Etymologia
- Notodelphys: gr. νωτον nōton „tył, grzbiet”[13]; rdzeń delphys (od Didelphis Linnaeus, 1758 (dydelf)) używany w wielu naukowych nazwach w obrębie rodziny dydelfowatych[2].
- Lestodelphys (Lestodelphis, Lesodelphys): gr. ληστης lestes „rozbójnik, bandyta”, od λῃστευω lēisteuō „grabić, łupić”[14]; rdzeń delphys (od Didelphis Linnaeus, 1758 (dydelf)) używany w wielu naukowych nazwach w obrębie rodziny dydelfowatych[1].

### Podział systematyczny
Do rodzaju należy jeden występujący współcześnie gatunek:
- Lestodelphys halli (O. Thomas, 1921) – opośnik patagoński

Opisano również gatunek wymarły z plejstocenu Argentyny:
- Lestodelphys juga (Ameghino, 1889)